# Гуревич, Яков Яковлевич
Я́ков Я́ковлевич Гуре́вич (25 марта 1869, Новгород — 1942, Ленинград) — русский писатель и педагог, сын педагога Я. Г. Гуревича, брат литературного критика Л. Я. Гуревич, дядя литературоведа И. Л. Андроникова и двоюродный брат философа И. А. Ильина. Сестра Якова Яковлевича Гуревича — Екатерина вышла замуж за Луарсаба Николаевича Андроникова. У Екатерины Яковлевны Гуревич были дети — Елизавета (1901—1985), Ираклий (1908—1990), Элевтер (1910—1989).

## Биография
Директор Гимназии и реального училища Гуревича (после смерти своего отца). Преподаватель Санкт-Петербургской педагогической академии. Автор сборника повестей и рассказов (СПб, 1902), драмы «На большую дорогу» (В 1913 году была поставлена в петербургском театре П. Гайдебурова). Автор около двадцати книг учебного и педагогического направления. Редактор-издатель издания «Русская школа», печатался в «Северном вестнике», «Освобождении», «Русской жизни», «Тульской жизни» и других.
Был арестован при обыске редакции «Сына отечества» за принесенный им туда рукописный материал о событиях 9 января 1905 года. Был избран членом комитета Литфонда.